# 何休

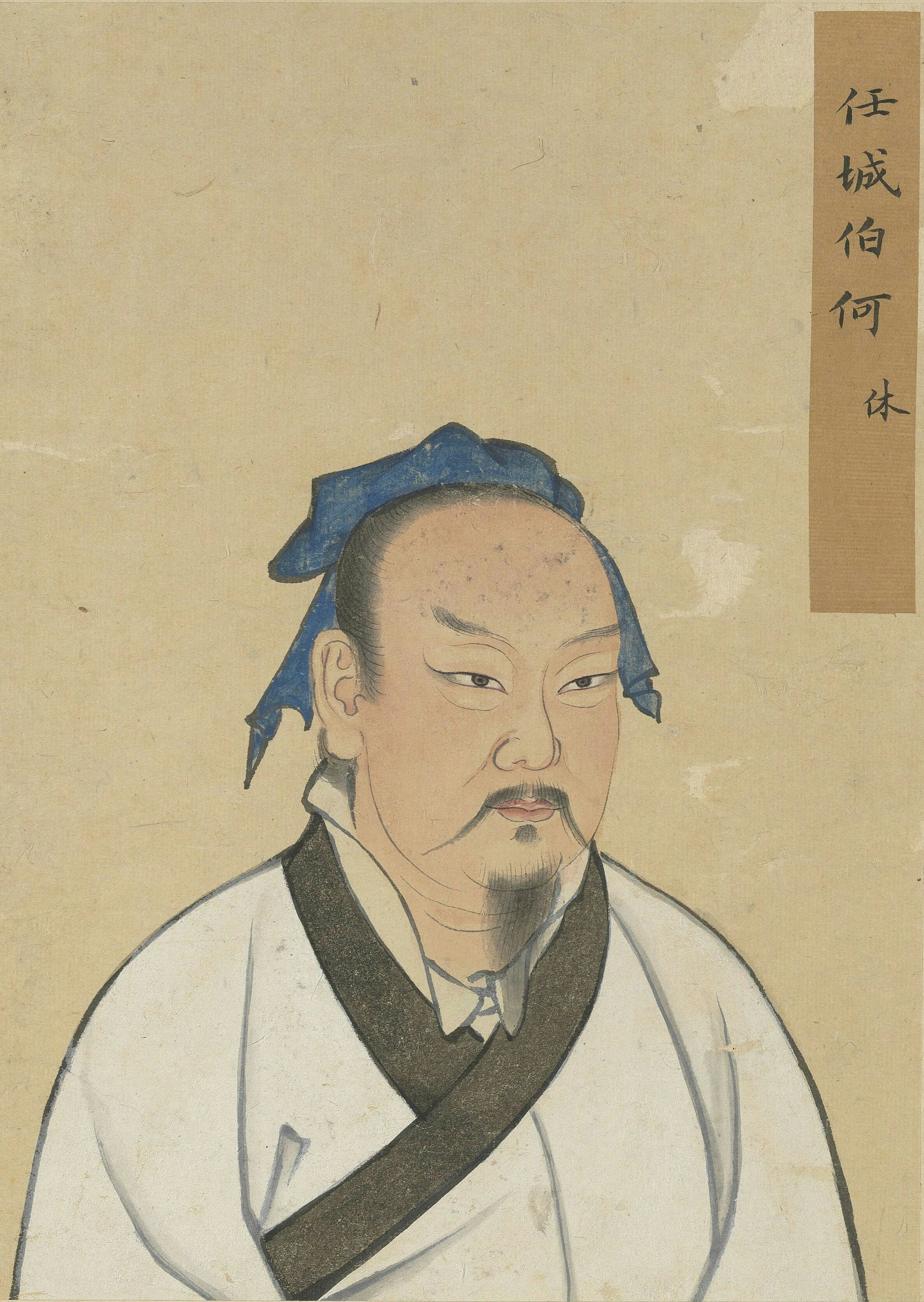
何休

何休（129年—182年），字邵公，任城樊（鄰近曲阜）人，東漢政治人物。父何豹，曾任九卿之中的少府，何休依據漢代官員子弟可蔭任為中低層官吏的制度開始任官。
何休的學問淵博，時人譽之“精研六經，世儒無及者”，對孔子遺留下的經書有十分精闢的瞭解。當時的帝師陳蕃邀請何休擔任幕僚，由於陳蕃在宮廷鬥爭中失敗，何休黨錮之禍中被禁錮而禁止任官，返歸家鄉。
何休被禁錮在家時，開始註解孔子的經書，目前僅存的唯一文本是他歷時十七年才寫成的《春秋公羊解詁》。

## 學術對手
賈逵曾使東漢的公羊學與朝政面臨重大危機，何休撰寫《春秋公羊解詁》的其中一項重要動機就是在反駁賈逵的春秋左氏學主張。
鄭玄是何休同時代的著名學者，也遭到黨錮之禍。在禁錮期間讀何休寫的《公羊墨守》、《榖梁廢疾》、《左氏膏肓》，鄭玄不同意何休的見解，“蜂起而攻之”，也寫了三本書反駁回去，史載“发《墨守》，针《膏肓》，起《废疾》”。何休看了感嘆說：“康成（郑玄字）入吾室，操吾戈，以伐我乎！”
黨錮解除後，被朝廷徵召為司徒。後授議郎，因多次陳忠言，再升諫議大夫，光和五年（公元182年）逝世。

## 主要作品
- 《春秋公羊解詁》
- 《公羊墨守》
- 《榖梁廢疾》
- 《左氏膏肓》

## 學術
何休的學術主張以春秋公羊學為中心，他的公羊學著作是中國春秋學的重要內容，影響了清代晚期的常州學派以及民國的古史辨派。
皮锡瑞指出何休的“三科九旨”之说均可见于董仲舒的书中，並结论说：“何劭公《解诂序》自云本胡毋生条例，非出董生，而说三科九旨已见董子书中，足见微言本出孔门，非何氏创说，亦非董子创说也。”

## 延伸阅读
[在维基数据编辑]
 《後漢書·卷79下》，出自范晔《後漢書》

## 學術論文
- 張廣慶，〈何休春秋公羊解詁之研究〉[永久]
- 朱生亦，〈何休與三闕之研究〉[永久]
- 黃樸民，《何休評傳》，南京大學出版社，2002年。ISBN 7305031887